# Иваки (город)
Ива́ки (яп. いわき市 Иваки-си) — центральный город в префектуре Фукусима, Япония. Площадь  составляет 1231,35 км², население — 326 303 человека (1 августа 2014), плотность населения — 265,00 чел./км². Иваки один из самых комфортабельных городов Японии, так как имеет умеренный климат.

## Рыболовство
Рыболовство: 75628 т. (2003)

## Импорт и экспорт
Порт Онахама (2003)
Импорт: 5133727 т.
Экспорт: 514045 т.

## Транспорт
Иваки находится в 190 км от Токио. Большинство жителей используют для передвижения личные автомобили, так как город достаточно большой. На дорогах встречается много грузовиков, они везут грузы в порт Онахама.

## Морские порты
- Онахама
- Наканосаку
- Эна
- Хисанохама

## Известные люди
- Ито, Мисаки, японская актриса и модель.
- Ая Окамото, актриса
- Тадаси Судзуки, палеонтолог, открывший плезиозавтров Futabasaurus suzukii
- Кэнъитиро Кобаяси, дирижёр
- Кацухиро Мацумото, японский пловец, двукратный чемпион Азиатских игр, чемпион Универсиады, двукратный чемпион Азии, призёр чемпионата мира 2019 года.
- Ёдзиро Такахаги, японский футболист.